# Bugatti Chiron
Bugatti Chiron este o mașină sport cu două locuri cu motor central dezvoltată și fabricată la Molsheim, Franța, de către producătorul francez de automobile Bugatti Automobiles SAS. Succesorul lui Bugatti Veyron, Chiron a fost prezentat pentru prima dată la Salonul Auto de la Geneva la 1 martie 2016. Mașina se bazează pe conceptul Bugatti Vision Gran Turismo.
Mașina poartă numele șoferului monegasc Louis Chiron. Mașina împarte numele cu mașina concept Bugatti 18/3 Chiron din 1999.

## Legături externe
- Materiale media legate de Bugatti Chiron la Wikimedia Commons
- Site web oficial